# Liste der Top-10-Alben in Deutschland
Dieser Artikel beinhaltet verschiedene Informationen und Statistiken aus den Top 10 der offiziellen deutschen Albumcharts (GfK Entertainment) seit Beginn der Aufzeichnung am 15. Juli 1962 (Alle Angaben bis zur Chartwoche vom 27. Dezember 2024).

## Datenbasis und Hinweise zur Interpretation der aufgeführten Statistiken
Die hier dargestellten Auswertungen der deutschen Albumcharts beschreiben lediglich Interpreten, die sich besonders häufig oder besonders lange in den Top 10 der deutschen Albumcharts aufhielten. Daraus können jedoch keine Verkaufszahlen oder weitere kommerzielle Erfolge abgeleitet werden. Monatliche Chartausgaben gehen mit vier Wochen und halbmonatliche Chartausgaben mit zwei Wochen in die Datenerhebung ein.
Vom 15. Juli 1962 bis 15. November 1976 wurden die Albumcharts monatlich ermittelt, vom 15. Dezember 1976 bis zum 31. August 1978 halbmonatlich. Danach gelten die Verkaufszahlen der Alben innerhalb einer Woche als Maßstab. Bis 1977 ermittelte diese Zahlen der Musikmarkt, ab 1977 die Media Control GmbH & Co.KG und seit 2013 GfK Entertainment.

## Künstler mit den meisten Top-10-Alben
Diese Liste beinhaltet alle Künstler – in chronologischer Reihenfolge nach Anzahl absteigend –, welche sich mit 15 oder mehr Alben in den Top 10 der deutschen Albumcharts platzieren konnten, sowie eine detaillierte Auflistung aller Alben von Künstlern, die mindestens 25 Alben in den Top 10 platzierten.
- 51:  The Rolling Stones
- 46:  James Last
- 36:  Peter Maffay
- 31:  Depeche Mode
- 29:  The Beatles
- 28:  Die Toten Hosen / Die Roten Rosen
- 26:  Queen
- 25:  BAP / Niedeckens BAP und  Kastelruther Spatzen
- 24:  Bushido / Sonny Black,  Madonna und  Bruce Springsteen
- 23:  Die Ärzte,  Die Amigos,  Böhse Onkelz und   Udo Jürgens
- 22:  Eric Clapton und  Fler / Frank White
- 21:  Bob Dylan
- 20:   Howard Carpendale
- 19:  Deep Purple,  Die Flippers und  Iron Maiden
- 18:  ABBA,  AC/DC,  Andrea Berg,  Joe Bonamassa,  Chris de Burgh,  Reinhard Mey und  Sting
- 17:   The Bee Gees,  Bon Jovi,  Joe Cocker,  Herbert Grönemeyer,  Udo Lindenberg,  Metallica,  Marius Müller-Westernhagen,  Pur,  U2 und  Neil Young
- 16:  Peter Alexander,  Frei.Wild,  Pet Shop Boys,  Wolfgang Petry,  Prince,  Kool Savas und  Sido
- 15:  Jethro Tull,  Kollegah,  Pink Floyd,  Matthias Reim,  Scorpions und  Robbie Williams

### The Rolling Stones

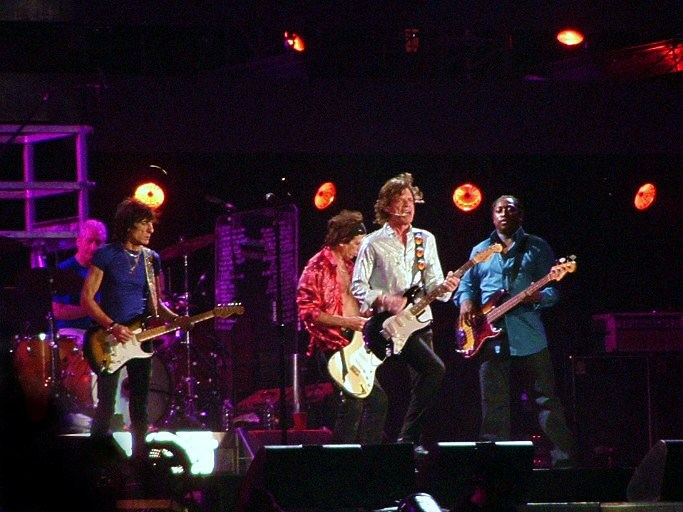
The Rolling Stones (2006)

| Jahr                                            | Titel                                       | Verweildauer         | Anmerkungen |
| ----------------------------------------------- | ------------------------------------------- | -------------------- | ----------- |
| 1964                                            | The Rolling Stones                          | 8 Monate             |             |
| 1964                                            | Around & Around                             | 4 Monate             |             |
| 1965                                            | The Rolling Stones No. 2                    | 6 Monate             |             |
| 1965                                            | Bravo Rolling Stones                        | 5 Monate             |             |
| 1965                                            | Out of Our Heads                            | 3 Monate             |             |
| 1966                                            | Aftermath                                   | 5 Monate             |             |
| 1966                                            | Got Live If You Want It                     | 3 Monate             |             |
| 1967                                            | Between the Buttons                         | 5 Monate             |             |
| 1967                                            | Their Satanic Majesties Request             | 3 Monate             |             |
| 1967                                            | Flowers                                     | 2 Monate             |             |
| 1968                                            | Beggars Banquet                             | 2 Monate             |             |
| 1969                                            | Let It Bleed                                | 4 Monate             |             |
| 1970                                            | Get Yer Ya-Ya’s Out!                        | 2 Monate             |             |
| 1971                                            | Sticky Fingers                              | 4 Monate + 1 Woche   |             |
| 1972                                            | Exile on Main Street                        | 2 Monate + 3 Wochen  |             |
| 1973                                            | Goats Head Soup                             | 3 Monate + 1 Woche   |             |
| 1978                                            | Some Girls                                  | 1½ Monate + 3 Wochen |             |
| 1980                                            | Emotional Rescue                            | 10 Wochen            |             |
| 1981                                            | Tattoo You                                  | 5 Wochen             |             |
| 1982                                            | Still Life (American Concert 1981)          | 7 Wochen             |             |
| 1983                                            | Undercover                                  | 5 Wochen             |             |
| 1986                                            | Dirty Work                                  | 9 Wochen             |             |
| 1989                                            | Steel Wheels                                | 6 Wochen             |             |
| 1991                                            | Flashpoint                                  | 6 Wochen             |             |
| 1994                                            | Voodoo Lounge                               | 16 Wochen            |             |
| 1995                                            | Stripped                                    | 4 Wochen             |             |
| 1997                                            | Bridges to Babylon                          | 16 Wochen            |             |
| 1998                                            | No Security                                 | 1 Woche              |             |
| 2002                                            | Forty Licks – Best of                       | 7 Wochen             |             |
| 2004                                            | Live Licks                                  | 1 Woche              |             |
| 2005                                            | A Bigger Bang                               | 4 Wochen             |             |
| 2007                                            | The Biggest Bang                            | 4 Wochen             |             |
| 2008                                            | Shine a Light                               | 2 Wochen             |             |
| 2012                                            | Grrr!                                       | 4 Wochen             |             |
| 2013                                            | Sweet Summer Sun – Hyde Park Live           | 2 Wochen             |             |
| 2016                                            | Totally Stripped                            | 1 Woche              |             |
| 2016                                            | Havana Moon                                 | 2 Wochen             |             |
| 2016                                            | Blue & Lonesome                             | 9 Wochen             |             |
| 2017                                            | From the Vault: Sticky Fingers Live 2015    | 1 Woche              |             |
| 2017                                            | On Air                                      | 1 Woche              |             |
| 2018                                            | From the Valut: No Security – San José 1999 | 1 Woche              |             |
| 2019                                            | Honk                                        | 1 Woche              |             |
| 2019                                            | Bridges to Bremen                           | 1 Woche              |             |
| 2020                                            | Steel Wheels – Live                         | 1 Woche              |             |
| 2021                                            | A Bigger Bang – Live on Copacabana Beach    | 1 Woche              |             |
| 2022                                            | Live at the El Mocambo                      | 1 Woche              |             |
| 2022                                            | Licked Live in NYC                          | 1 Woche              |             |
| 2023                                            | Grrr Live!                                  | 1 Woche              |             |
| 2023                                            | Hackney Diamonds                            | 13 Wochen            |             |
| 2024                                            | Live at the Wiltern                         | 1 Woche              |             |
| 2024                                            | Welcome to Shepherd’s Bush                  | 1 Woche              |             |
| → Hauptartikel : The Rolling Stones/Diskografie |                                             |                      |             |

### James Last

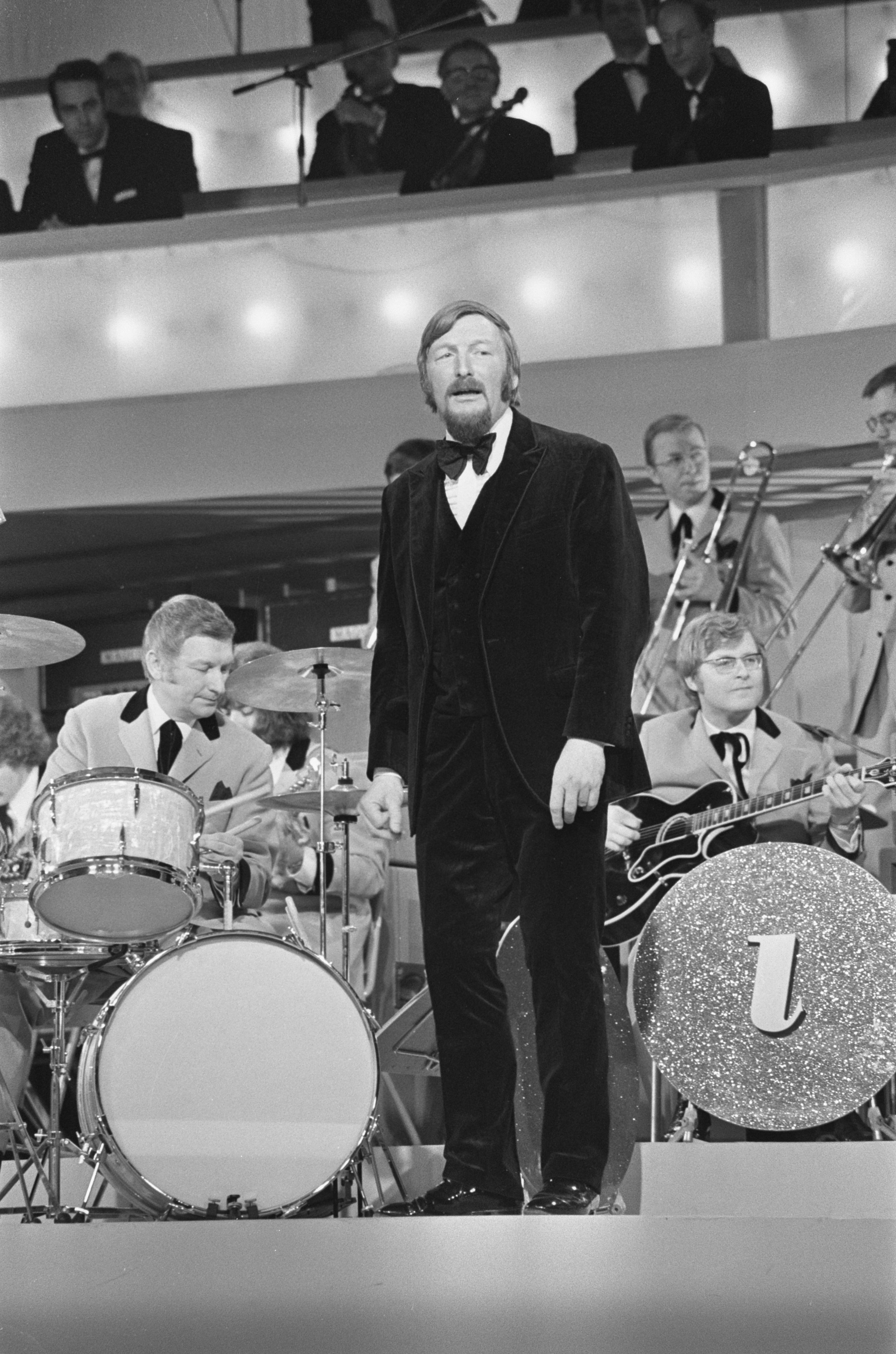
James Last (1970)

| Jahr                                    | Titel                                        | Verweildauer          | Anmerkungen |
| --------------------------------------- | -------------------------------------------- | --------------------- | ----------- |
| 1965                                    | Non Stop Dancing 1965                        | 3 Monate              |             |
| 1966                                    | Hammond a Gogo Vol. 2                        | 6 Monate              |             |
| 1966                                    | Non Stop Dancing 2 / 1966                    | 1 Monat               |             |
| 1967                                    | Non Stop Dancing 1967                        | 6 Monate              |             |
| 1967                                    | Non Stop Dancing 2 / 1967                    | 2 Monate              |             |
| 1968                                    | Humba-Humba a Go-Go                          | 1 Monat               |             |
| 1968                                    | Non Stop Dancing 1968                        | 4 Monate              |             |
| 1968                                    | Rock Around with Me                          | 1 Monat               |             |
| 1968                                    | Käpt’n James bittet zum Tanz                 | 1 Monat               |             |
| 1968                                    | Non Stop Dancing 7                           | 3 Monate              |             |
| 1969                                    | Non Stop Dancing 8                           | 6 Monate              |             |
| 1969                                    | Ännchen von Tharrau bittet zum Tanz 2        | 1 Monat               |             |
| 1969                                    | Non Stop Dancing 9                           | 5 Monate              |             |
| 1970                                    | Golden Non Stop Dancing 10                   | 9 Monate              |             |
| 1970                                    | Beach Party                                  | 3 Monate              |             |
| 1970                                    | Non Stop Dancing 11                          | 7 Monate              |             |
| 1971                                    | Käpt’n James bittet zum Tanz – Folge 2       | 2 Monate              |             |
| 1971                                    | Happyning                                    | 1 Monat               |             |
| 1971                                    | Non Stop Dancing 12                          | 6 Monate              |             |
| 1971                                    | Beach Party 2                                | 2 Monate              |             |
| 1971                                    | Polka-Party                                  | 8 Monate              |             |
| 1971                                    | Non Stop Dancing 1972                        | 7 Monate              |             |
| 1972                                    | Voodoo-Party                                 | 2 Monate              |             |
| 1972                                    | Wenn die Elisabeth … mit                     | 1 Monat               |             |
| 1972                                    | Non Stop Dancing 2 / 1972                    | 6 Monate              |             |
| 1972                                    | Beach Party 3                                | 3 Monate              |             |
| 1972                                    | Polka-Party II                               | 4 Monate              |             |
| 1972                                    | Russland – Zwischen Tag & Nacht              | 2 Monate              |             |
| 1972                                    | Non Stop Dancing 1973                        | 4 Monate              |             |
| 1973                                    | Sing mit …                                   | 5 Monate              |             |
| 1973                                    | Non Stop Dancing 2 / 1973                    | 4 Monate              |             |
| 1973                                    | Käpt’n James auf allen Meeren                | 2 Monate              |             |
| 1974                                    | Sing mit 2                                   | 3 Monate              |             |
| 1974                                    | Non Stop Dancing 1974                        | 1 Monat               |             |
| 1974                                    | Live                                         | 1 Monat               |             |
| 1974                                    | Non Stop Dancing 2 / 1974                    | 3 Monate              |             |
| 1975                                    | Non Stop Dancing 20 – Jubiläums Ausgabe      | 4 Monate              |             |
| 1976                                    | Sing mit 4                                   | 2 Monate              |             |
| 1977                                    | Sing mit 5                                   | ½ Monat               |             |
| 1977                                    | James Last spielt Robert Stolz               | 1½ Monate + 10 Wochen |             |
| 1977                                    | Auf Last geht’s los                          | 3 Monate + 4 Wochen   |             |
| 1979                                    | Und jetzt alle                               | 9 Wochen              |             |
| 1979                                    | Träum was schönes                            | 11 Wochen             |             |
| 1981                                    | Schließ die Augen, laß dich verwöhnen        | 6 Wochen              |             |
| 1982                                    | Nimm mich mit, Käpt’n James, auf die Reise … | 10 Wochen             |             |
| 1984                                    | Superlast                                    | 3 Wochen              |             |
| → Hauptartikel : James Last/Diskografie |                                              |                       |             |

### Peter Maffay

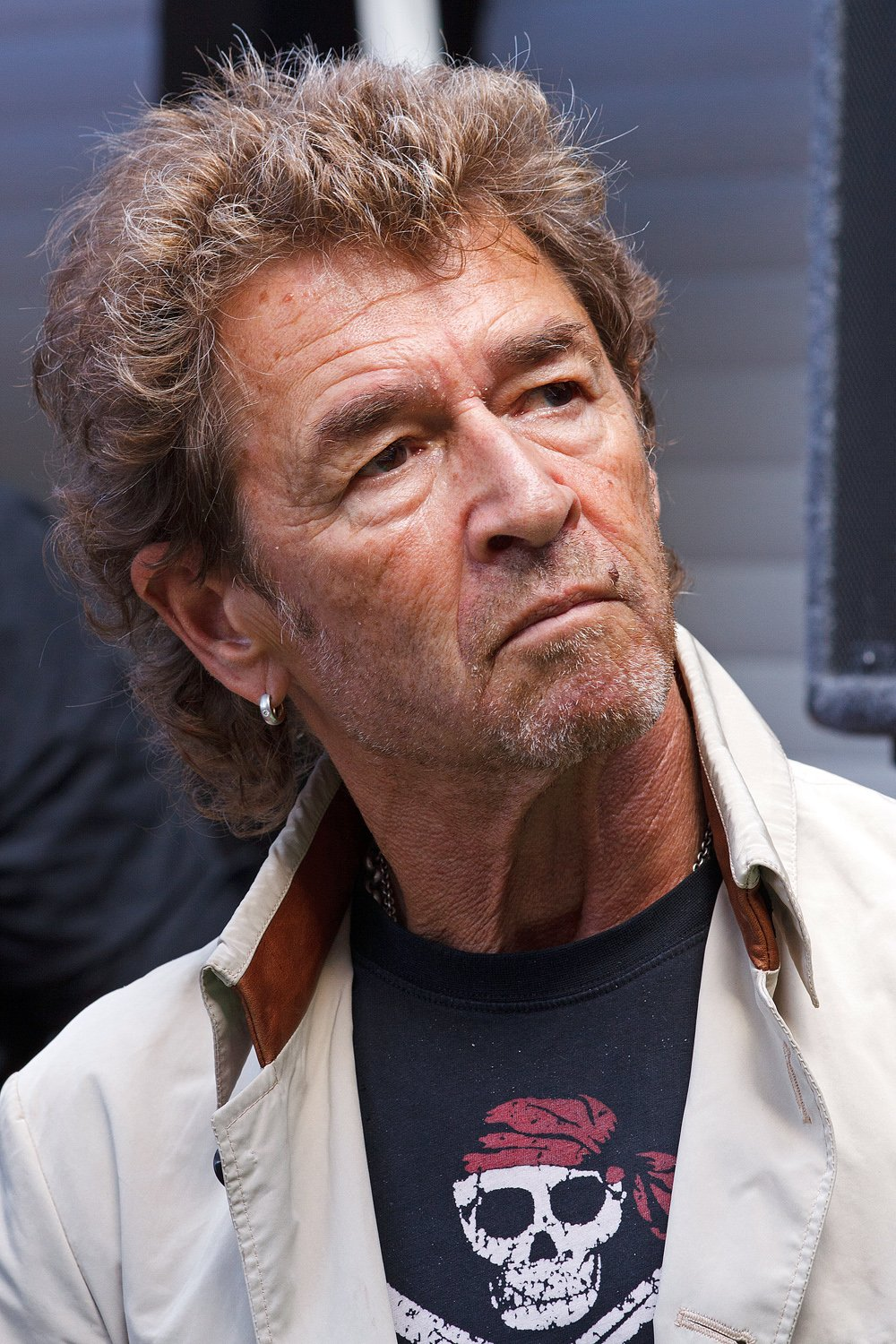
Peter Maffay (2011)

| Jahr                                      | Titel                                   | Verweildauer | Anmerkungen |
| ----------------------------------------- | --------------------------------------- | ------------ | ----------- |
| 1976                                      | Und es war Sommer                       | 2 Monate     |             |
| 1979                                      | Steppenwolf                             | 31 Wochen    |             |
| 1979                                      | Frei sein                               | 13 Wochen    |             |
| 1980                                      | Revanche                                | 33 Wochen    |             |
| 1982                                      | Ich will leben                          | 21 Wochen    |             |
| 1982                                      | Live ’82                                | 1 Woche      |             |
| 1983                                      | Tabaluga oder die Reise zur Vernunft    | 14 Wochen    |             |
| 1984                                      | Carambolage                             | 12 Wochen    |             |
| 1985                                      | Sonne in der Nacht                      | 14 Wochen    |             |
| 1986                                      | Stationen                               | 3 Wochen     |             |
| 1986                                      | Tabaluga und das leuchtende Schweigen   | 11 Wochen    |             |
| 1988                                      | Lange Schatten                          | 12 Wochen    |             |
| 1989                                      | Kein Weg zu weit                        | 13 Wochen    |             |
| 1991                                      | 38317                                   | 5 Wochen     |             |
| 1992                                      | Freunde + Propheten                     | 2 Wochen     |             |
| 1993                                      | Tabaluga und Lilli                      | 13 Wochen    |             |
| 1996                                      | Sechsundneunzig                         | 11 Wochen    |             |
| 1998                                      | Begegnungen                             | 6 Wochen     |             |
| 2000                                      | X                                       | 4 Wochen     |             |
| 2001                                      | Heute vor 30 Jahren                     | 8 Wochen     |             |
| 2002                                      | Tabaluga und das verschenkte Glück      | 4 Wochen     |             |
| 2005                                      | Laut & leise                            | 7 Wochen     |             |
| 2006                                      | Begegnungen – Eine Allianz für Kinder   | 1 Woche      |             |
| 2008                                      | Ewig                                    | 6 Wochen     |             |
| 2010                                      | Tattoos                                 | 11 Wochen    |             |
| 2011                                      | Tabaluga und die Zeichen der Zeit       | 6 Wochen     |             |
| 2014                                      | Wenn das so ist                         | 10 Wochen    |             |
| 2015                                      | Niemals war es besser – Arenatour 2015  | 1 Woche      |             |
| 2015                                      | Tabaluga – Es lebe die Freundschaft!    | 8 Wochen     |             |
| 2017                                      | MTV Unplugged                           | 18 Wochen    |             |
| 2019                                      | Jetzt!                                  | 5 Wochen     |             |
| 2020                                      | Erinnerungen 2 – Die stärksten Balladen | 1 Woche      |             |
| 2020                                      | Peter Maffay und …                      | 1 Woche      |             |
| 2021                                      | So weit                                 | 3 Wochen     |             |
| 2022                                      | Tabaluga – Die Welt ist wunderbar       | 2 Wochen     |             |
| 2024                                      | We Love Rock’n’Roll (Leipzig-Live-2024) | 2 Wochen     |             |
| → Hauptartikel : Peter Maffay/Diskografie |                                         |              |             |

### Depeche Mode

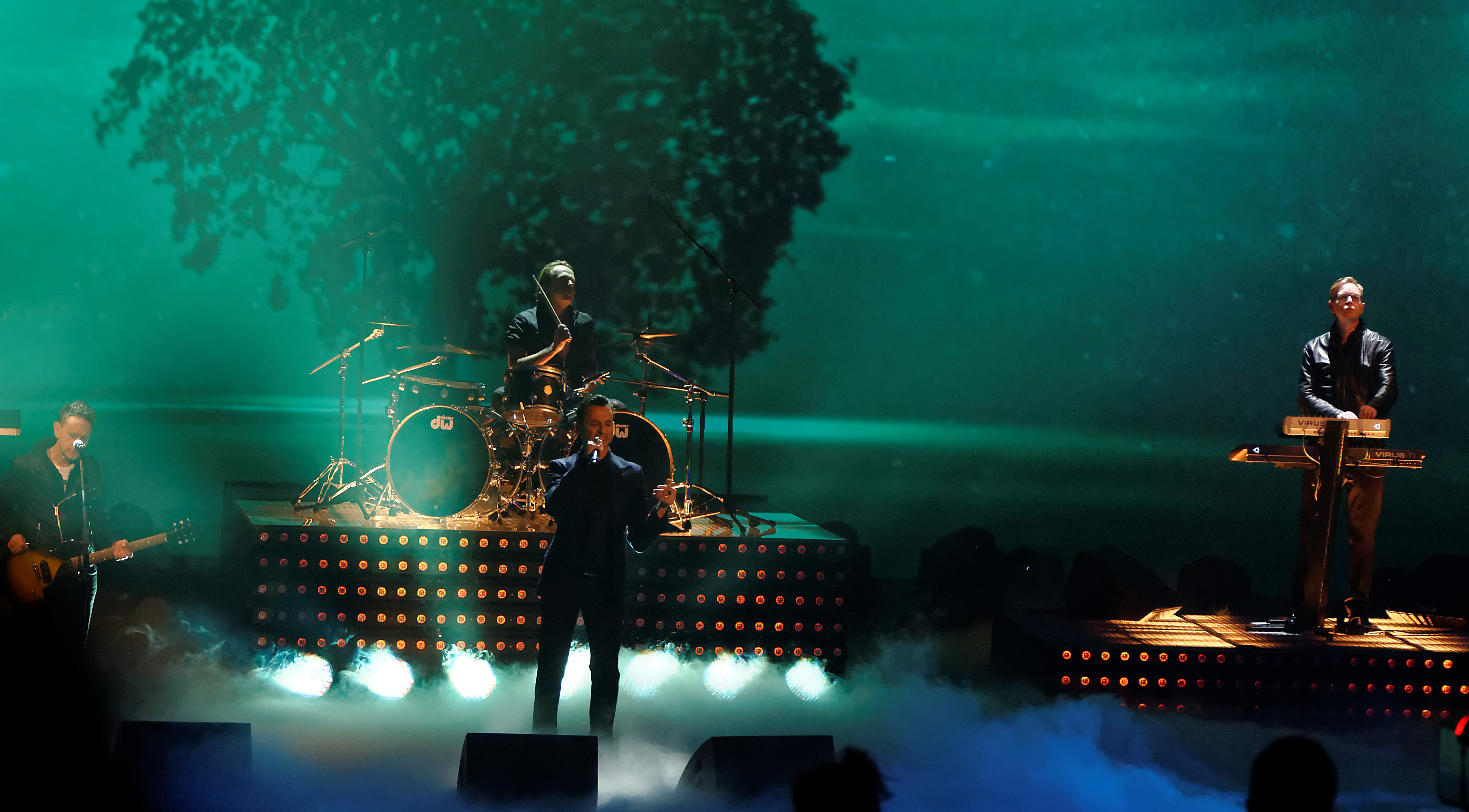
Depeche Mode (2013)

| Jahr                                      | Titel                                    | Verweildauer | Anmerkungen |
| ----------------------------------------- | ---------------------------------------- | ------------ | ----------- |
| 1983                                      | Construction Time Again                  | 4 Wochen     |             |
| 1984                                      | Some Great Reward                        | 8 Wochen     |             |
| 1985                                      | The Singles 81>85                        | 1 Woche      |             |
| 1986                                      | Black Celebration                        | 10 Wochen    |             |
| 1987                                      | Music for the Masses                     | 5 Wochen     |             |
| 1989                                      | 101 – Live                               | 7 Wochen     |             |
| 1990                                      | Violator                                 | 10 Wochen    |             |
| 1993                                      | Songs of Faith and Devotion              | 9 Wochen     |             |
| 1997                                      | Ultra                                    | 8 Wochen     |             |
| 1998                                      | The Singles 86>98                        | 5 Wochen     |             |
| 2001                                      | Exciter                                  | 6 Wochen     |             |
| 2004                                      | Remixes 81–04                            | 3 Wochen     |             |
| 2005                                      | Playing the Angel                        | 7 Wochen     |             |
| 2006                                      | Touring the Angel: Live in Milan         | 1 Woche      |             |
| 2006                                      | The Best of, Volume 1                    | 8 Wochen     |             |
| 2009                                      | Sounds of the Universe                   | 9 Wochen     |             |
| 2010                                      | Tour of the Universe: Barcelona          | 1 Woche      |             |
| 2011                                      | Remixes 2: 81–11                         | 3 Wochen     |             |
| 2013                                      | Delta Machine                            | 8 Wochen     |             |
| 2014                                      | Live in Berlin                           | 1 Woche      |             |
| 2016                                      | Video Singles Collection                 | 1 Woche      |             |
| 2017                                      | Spirit                                   | 6 Wochen     |             |
| 2018                                      | Speak & Spell – The 12″ Singles          | 1 Woche      |             |
| 2020                                      | Mode                                     | 1 Woche      |             |
| 2020                                      | Spirits in the Forest                    | 3 Wochen     |             |
| 2020                                      | Violator – The 12″ Singles               | 1 Woche      |             |
| 2021                                      | Ultra – The 12″ Singles                  | 1 Woche      |             |
| 2023                                      | Memento Mori                             | 5 Wochen     |             |
| 2023                                      | Sounds of the Universe – The 12″ Singles | 1 Woche      |             |
| 2023                                      | Strange / Strange Too                    | 1 Woche      |             |
| 2024                                      | Spirit – The 12″ Singles                 | 1 Woche      |             |
| → Hauptartikel : Depeche Mode/Diskografie |                                          |              |             |

### The Beatles

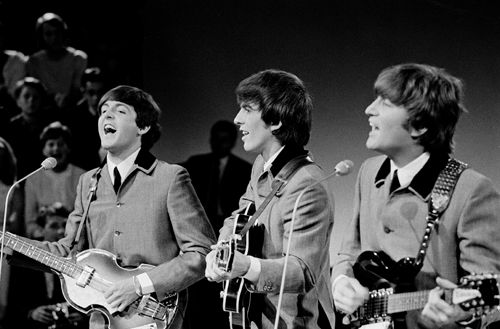
The Beatles (1964)

| Jahr                                     | Titel                                  | Verweildauer          | Anmerkungen |
| ---------------------------------------- | -------------------------------------- | --------------------- | ----------- |
| 1964                                     | With the Beatles                       | 9 Monate              |             |
| 1964                                     | Please Please Me                       | 5 Monate              |             |
| 1964                                     | Yeah! Yeah! Yeah! – A Hard Day’s Night | 5 Monate              |             |
| 1964                                     | The Beatles Beat                       | 1 Monat               |             |
| 1965                                     | Beatles for Sale                       | 8 Monate              |             |
| 1965                                     | Beatles ’65                            | 1 Monat               |             |
| 1965                                     | Help!                                  | 7 Monate              |             |
| 1966                                     | Rubber Soul                            | 7 Monate              |             |
| 1966                                     | Revolver                               | 5 Monate + 2 Wochen   |             |
| 1967                                     | Sgt. Pepper’s Lonely Hearts Club Band  | 5 Monate + 2 Wochen   |             |
| 1968                                     | Magical Mystery Tour                   | 2 Monate              |             |
| 1968                                     | The Beatles (White Album)              | 8 Monate + 3 Wochen   |             |
| 1969                                     | Yellow Submarine                       | 2 Monate              |             |
| 1969                                     | Abbey Road                             | 7 Monate + 3 Wochen   |             |
| 1970                                     | Let It Be                              | 3 Monate + 1 Woche    |             |
| 1973                                     | 1962–1966                              | 30½ Monate + 2 Wochen |             |
| 1973                                     | 1967–1970                              | 21 Monate + 1 Woche   |             |
| 1976                                     | Rock ’n’ Roll Music                    | 1 Monat               |             |
| 1977                                     | The Beatles at the Hollywood Bowl      | ½ Monat               |             |
| 1979                                     | 20 Golden Hits                         | 5 Wochen              |             |
| 1994                                     | Live at the BBC                        | 5 Wochen              |             |
| 1995                                     | Anthology I                            | 7 Wochen              |             |
| 1996                                     | Anthology II                           | 1 Woche               |             |
| 1996                                     | Anthology III                          | 1 Woche               |             |
| 2000                                     | 1                                      | 18 Wochen             |             |
| 2006                                     | Love                                   | 8 Wochen              |             |
| 2009                                     | The Beatles Stereo Box Set             | 3 Wochen              |             |
| 2013                                     | On Air – Live at the BBC Volume 2      | 1 Woche               |             |
| 2023                                     | 1962–1966 / 1967–1970                  | 1 Woche               |             |
| → Hauptartikel : The Beatles/Diskografie |                                        |                       |             |

### Die Toten Hosen / Die Roten Rosen

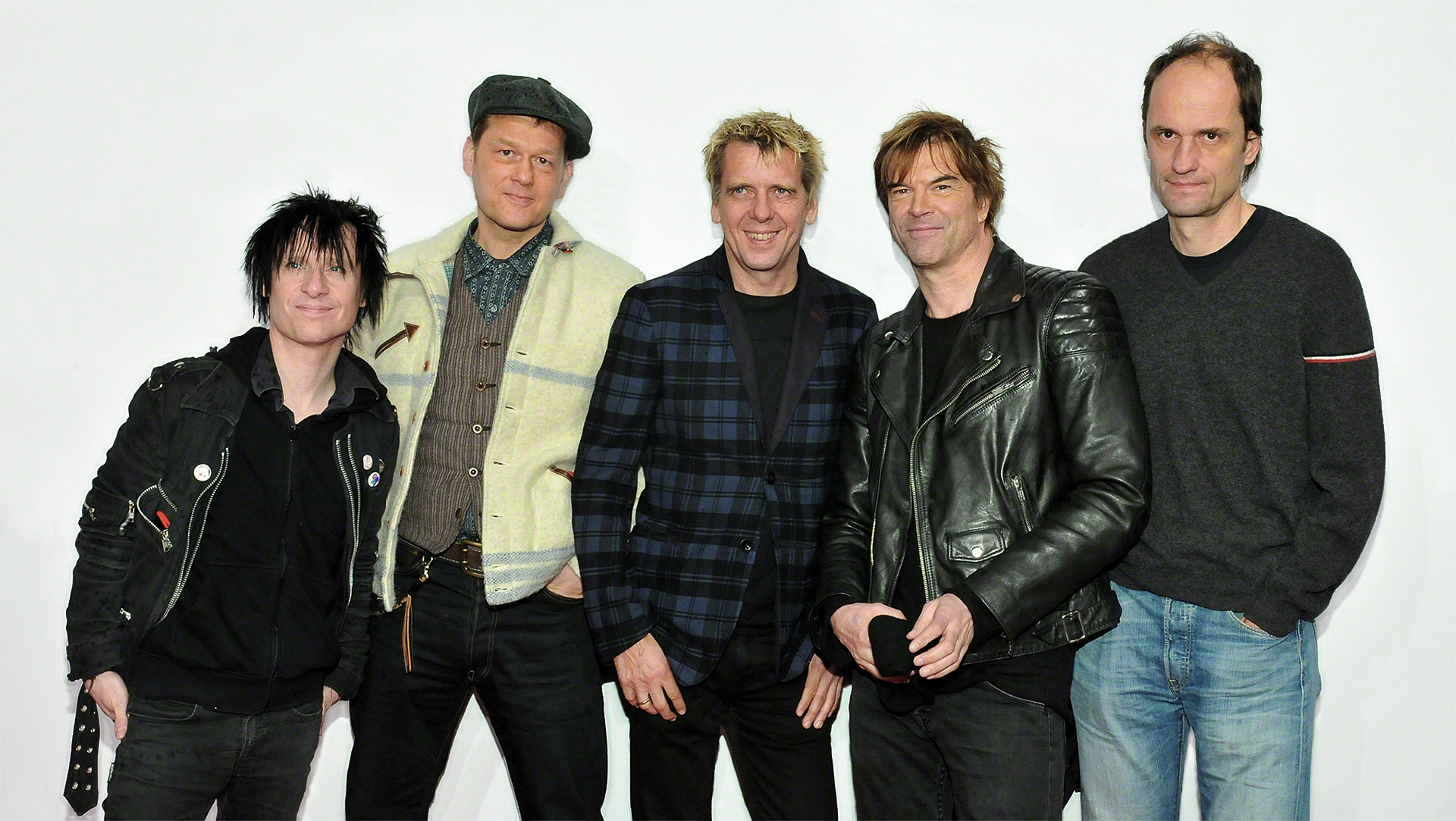
Die Toten Hosen (2013)

| Jahr                                         | Titel                                       | Verweildauer | Anmerkungen                                              |
| -------------------------------------------- | ------------------------------------------- | ------------ | -------------------------------------------------------- |
| 1988                                         | Ein kleines bißchen Horrorschau             | 6 Wochen     |                                                          |
| 1990                                         | Auf dem Kreuzzug ins Glück                  | 14 Wochen    |                                                          |
| 1993                                         | Kauf mich!                                  | 14 Wochen    |                                                          |
| 1993                                         | Reich & sexy                                | 7 Wochen     |                                                          |
| 1996                                         | Opium fürs Volk                             | 15 Wochen    |                                                          |
| 1996                                         | Im Auftrag des Herrn                        | 10 Wochen    |                                                          |
| 1998                                         | Wir warten auf’s Christkind                 | 9 Wochen     | als Die Roten Rosen                                      |
| 1999                                         | Unsterblich                                 | 11 Wochen    |                                                          |
| 2002                                         | Auswärtsspiel                               | 8 Wochen     |                                                          |
| 2002                                         | Reich & sexy II                             | 8 Wochen     |                                                          |
| 2004                                         | Zurück zum Glück                            | 4 Wochen     |                                                          |
| 2005                                         | Nur zu Besuch                               | 11 Wochen    |                                                          |
| 2008                                         | In aller Stille                             | 4 Wochen     |                                                          |
| 2009                                         | Machmalauter Live                           | 4 Wochen     |                                                          |
| 2012                                         | Ballast der Republik                        | 32 Woche     |                                                          |
| 2013                                         | Der Krach der Republik                      | 6 Wochen     |                                                          |
| 2015                                         | Entartete Musik – Willkommen in Deutschland | 2 Wochen     | mit dem Sinfonieorchester der Robert Schumann Hochschule |
| 2017                                         | Laune der Natur                             | 13 Wochen    |                                                          |
| 2019                                         | Das Laune der Natour-Finale                 | 4 Wochen     |                                                          |
| 2019                                         | Alles ohne Strom                            | 8 Wochen     |                                                          |
| 2020                                         | Learning English Lesson 3: Mersey Beat!     | 1 Woche      |                                                          |
| 2021                                         | Damenwahl                                   | 1 Woche      |                                                          |
| 2021                                         | Learning English Lesson One                 | 1 Woche      |                                                          |
| 2022                                         | Alles aus Liebe: 40 Jahre Die Toten Hosen   | 7 Wochen     |                                                          |
| 2022                                         | Bis zum bitteren Ende                       | 1 Woche      |                                                          |
| 2023                                         | Opel-Gang                                   | 1 Woche      |                                                          |
| 2024                                         | Fiesta y ruido                              | 1 Woche      |                                                          |
| 2024                                         | Unter falscher Flagge                       | 1 Woche      |                                                          |
| → Hauptartikel : Die Toten Hosen/Diskografie |                                             |              |                                                          |

### Queen

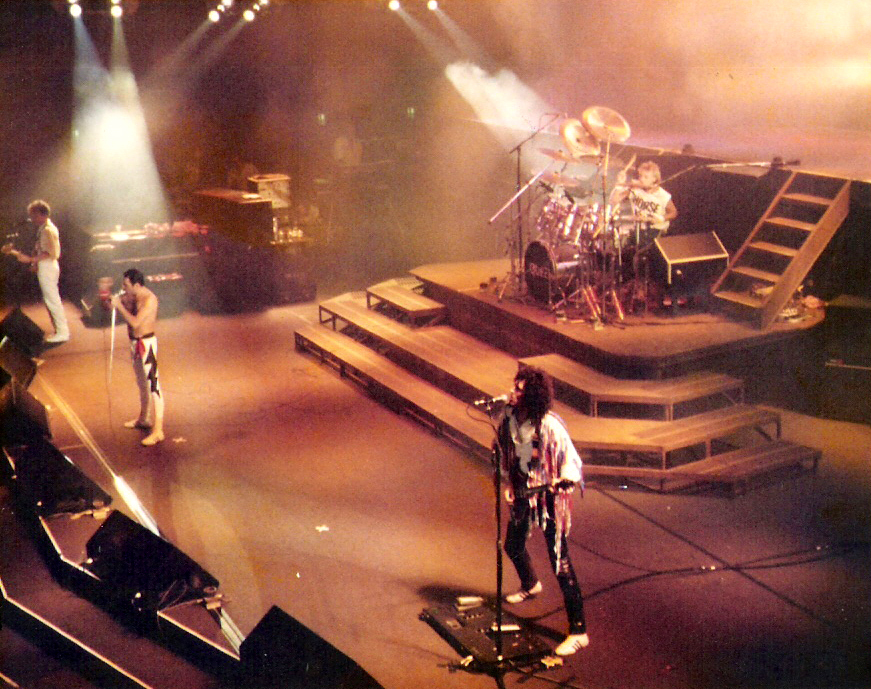
Queen (1984)

| Jahr                                      | Titel                                              | Verweildauer | Anmerkungen                          |
| ----------------------------------------- | -------------------------------------------------- | ------------ | ------------------------------------ |
| 1976                                      | A Night at the Opera                               | 1 Monat      |                                      |
| 1977                                      | A Day at the Races                                 | ½ Monat      |                                      |
| 1978                                      | News of the World                                  | 1½ Monate    |                                      |
| 1978                                      | Jazz                                               | 7 Wochen     |                                      |
| 1979                                      | Live Killers                                       | 8 Wochen     |                                      |
| 1980                                      | The Game                                           | 7 Wochen     |                                      |
| 1981                                      | Flash Gordon                                       | 9 Wochen     |                                      |
| 1981                                      | Greatest Hits                                      | 24 Wochen    |                                      |
| 1982                                      | Hot Space                                          | 4 Wochen     |                                      |
| 1984                                      | The Works                                          | 14 Wochen    |                                      |
| 1986                                      | A Kind of Magic                                    | 14 Wochen    |                                      |
| 1989                                      | The Miracle                                        | 20 Wochen    |                                      |
| 1991                                      | Innuendo                                           | 12 Wochen    |                                      |
| 1991                                      | Greatest Hits II                                   | 46 Wochen    |                                      |
| 1993                                      | Five Live                                          | 7 Wochen     | mit George Michael & Lisa Stansfield |
| 1995                                      | Made in Heaven                                     | 17 Wochen    |                                      |
| 1999                                      | Greatest Hits III                                  | 3 Wochen     |                                      |
| 2004                                      | Queen on Fire – Live at the Bowl                   | 1 Woche      |                                      |
| 2008                                      | The Cosmos Rocks                                   | 1 Woche      | mit Paul Rodgers                     |
| 2013                                      | The Platinum Collection: Greatest Hits I, II & III | 13 Wochen    |                                      |
| 2014                                      | Live at the Rainbow ’74                            | 1 Woche      |                                      |
| 2014                                      | Forever                                            | 1 Woche      |                                      |
| 2019                                      | Bohemian Rhapsody: The Original Soundtrack         | 1 Woche      |                                      |
| 2020                                      | Live Around the World                              | 1 Woche      | mit Adam Lambert                     |
| 2024                                      | Queen Rock Montreal                                | 1 Woche      |                                      |
| 2024                                      | Queen                                              | 1 Woche      |                                      |
| → Hauptartikel : Queen (Band)/Diskografie |                                                    |              |                                      |

### BAP / Niedeckens BAP

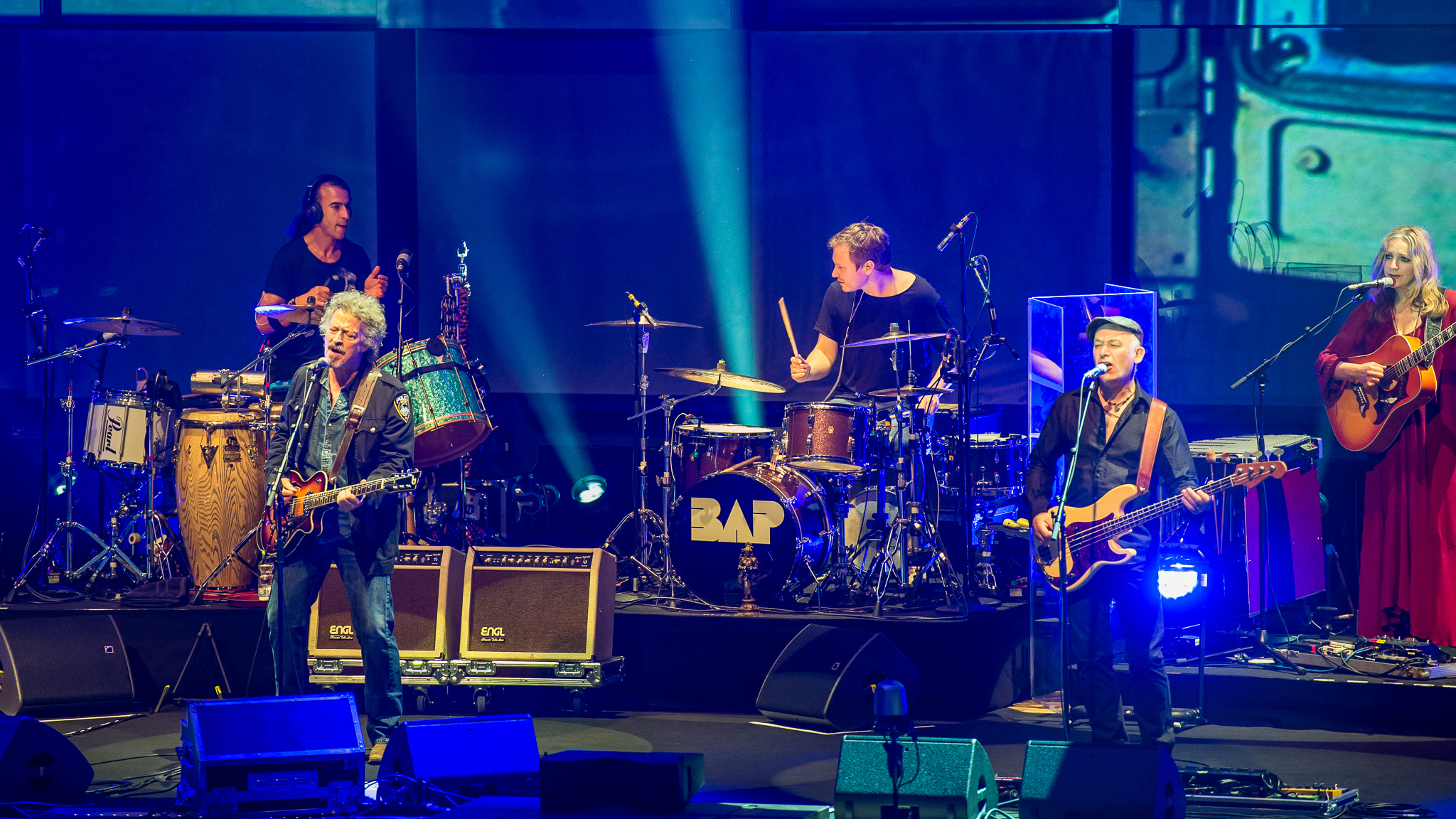
BAP (2016)

| Jahr                             | Titel                             | Verweildauer | Anmerkungen |
| -------------------------------- | --------------------------------- | ------------ | ----------- |
| 1982                             | Für usszeschnigge!                | 31 Wochen    |             |
| 1982                             | Vun drinne noh drusse             | 24 Wochen    |             |
| 1983                             | Bess demnähx                      | 11 Wochen    |             |
| 1984                             | Zwesche Salzjebäck un Bier        | 15 Wochen    |             |
| 1986                             | Ahl Männer, aalglatt              | 14 Wochen    |             |
| 1988                             | Da Capo                           | 11 Wochen    |             |
| 1990                             | X für ’e U                        | 17 Wochen    |             |
| 1991                             | … affrocke!!                      | 4 Wochen     |             |
| 1993                             | Pik Sibbe                         | 7 Wochen     |             |
| 1995                             | Wahnsinn – Die Hits von 79–95     | 3 Wochen     |             |
| 1996                             | Amerika                           | 4 Wochen     |             |
| 1999                             | Comics & Pin-Ups                  | 6 Wochen     |             |
| 1999                             | Tonfilm                           | 3 Wochen     |             |
| 2001                             | Aff un zo                         | 7 Wochen     |             |
| 2002                             | Övverall                          | 1 Woche      |             |
| 2004                             | Sonx                              | 2 Wochen     |             |
| 2005                             | Dreimal zehn Jahre                | 1 Woche      |             |
| 2008                             | Radio Pandora                     | 2 Wochen     |             |
| 2011                             | Halv su wild                      | 1 Woche      |             |
| 2014                             | Das Märchen vom gezogenen Stecker | 3 Wochen     |             |
| 2016                             | Lebenslänglich                    | 1 Woche      |             |
| 2016                             | Die beliebtesten Lieder 1976–2016 | 1 Woche      |             |
| 2018                             | Live und deutlich                 | 1 Woche      |             |
| 2020                             | Alles fließt                      | 3 Wochen     |             |
| 2024                             | Zeitreise / Live im Sartory       | 2 Wochen     |             |
| → Hauptartikel : BAP/Diskografie |                                   |              |             |

### Kastelruther Spatzen

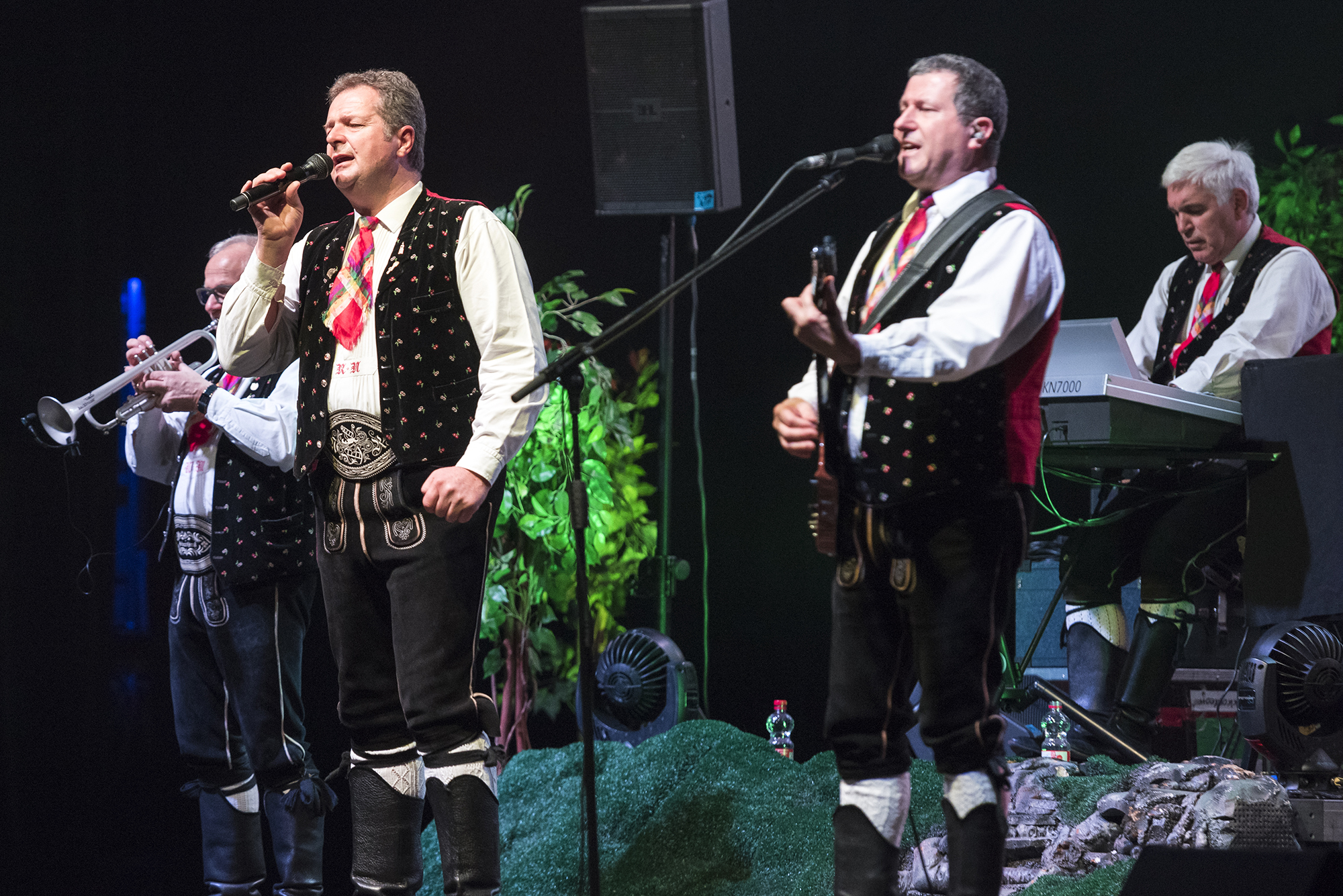
Kastelruther Spatzen (2016)

| Jahr                                              | Titel                          | Verweildauer | Anmerkungen |
| ------------------------------------------------- | ------------------------------ | ------------ | ----------- |
| 1994                                              | Atlantis der Berge             | 3 Wochen     |             |
| 2002                                              | Liebe darf alles               | 2 Wochen     |             |
| 2003                                              | Herzenssache                   | 1 Woche      |             |
| 2004                                              | Berg ohne Wiederkehr           | 1 Woche      |             |
| 2005                                              | Zufall oder Schicksal          | 1 Woche      |             |
| 2006                                              | … und Singen ist Gold          | 1 Woche      |             |
| 2007                                              | Dolomitenfeuer                 | 2 Wochen     |             |
| 2008                                              | Herz gewinnt, Herz verliert    | 1 Woche      |             |
| 2009                                              | Ein Kreuz und eine Rose        | 1 Woche      |             |
| 2010                                              | Immer noch … wie am ersten Tag | 1 Woche      |             |
| 2011                                              | Hand auf’s Herz                | 1 Woche      |             |
| 2012                                              | Leben und leben lassen         | 1 Woche      |             |
| 2013                                              | Planet der Lieder – 30 Jahre   | 1 Woche      |             |
| 2014                                              | Eine Brücke ins Glück          | 1 Woche      |             |
| 2015                                              | Heimat – Deine Lieder          | 1 Woche      |             |
| 2016                                              | Die Sonne scheint für alle     | 1 Woche      |             |
| 2017                                              | Die Tränen der Dolomiten       | 1 Woche      |             |
| 2018                                              | Älter werden wir später        | 1 Woche      |             |
| 2019                                              | Feuervogel flieg               | 2 Wochen     |             |
| 2020                                              | Liebe für die Ewigkeit         | 1 Woche      |             |
| 2021                                              | HeimatLiebe                    | 3 Wochen     |             |
| 2021                                              | HeimatLiebe Weihnacht          | 1 Woche      |             |
| 2022                                              | Freundschaft aus Gold          | 1 Woche      |             |
| 2023                                              | Herz und Heimat                | 1 Woche      |             |
| 2024                                              | Friedensadler                  | 1 Woche      |             |
| → Hauptartikel : Kastelruther Spatzen/Diskografie |                                |              |             |

## „Dauerbrenner“ nach Album

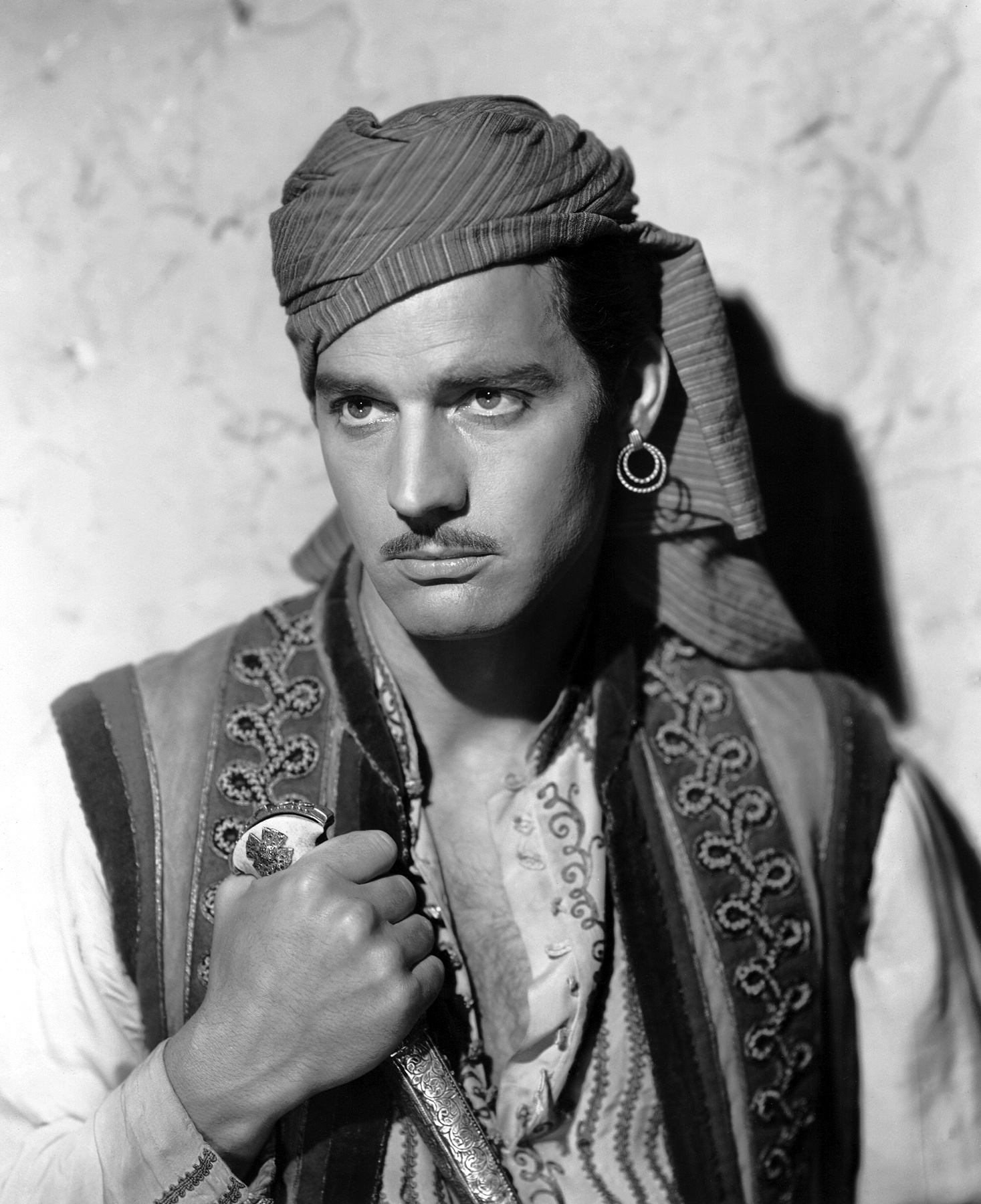
Paul Hubschmid (1949), Teil von My Fair Lady.

Diese Liste beinhaltet alle Alben, die mindestens ein Jahr (52 Wochen / 12 Monate) in den Top 10 der deutschen Albumcharts vertreten waren:
| Jahr | Titel                                    | Interpret                  | Verweildauer          |
| ---- | ---------------------------------------- | -------------------------- | --------------------- |
| 1962 | My Fair Lady – Deutsche Originalaufnahme | Soundtrack                 | 52 Monate             |
| 1962 | Tschaikowsky Concerto No. 1              | Van Cliburn                | 14 Monate             |
| 1962 | West Side Story                          | Soundtrack                 | 36 Monate             |
| 1962 | Play Bach Folge 1,2,3 und 4              | Jacques Loussier           | 17 Monate             |
| 1962 | Wiener Spaziergänge                      | Peter Alexander            | 14 Monate             |
| 1962 | Heimweh nach St. Pauli                   | Freddy Quinn               | 12 Monate             |
| 1963 | Stegreifgeschichten                      | Jürgen von Manger          | 14 Monate             |
| 1964 | Songs der Welt                           | Esther & Abi Ofarim        | 17 Monate             |
| 1965 | Neue Songs der Welt                      | Esther & Abi Ofarim        | 14 Monate             |
| 1967 | Doctor Schiwago                          | Soundtrack / Maurice Jarre | 12 Monate             |
| 1968 | Heintje                                  | Heintje                    | 16 Monate             |
| 1968 | Die goldene Stimme aus Prag              | Karel Gott                 | 12 Monate             |
| 1970 | Deep Purple in Rock                      | Deep Purple                | 14 Monate             |
| 1971 | Wim Thoelke präsentiert: 3×9             | Verschiedene Interpreten   | 12 Monate             |
| 1973 | 1962–1966 (Red Album)                    | The Beatles                | 30½ Monate + 2 Wochen |
| 1973 | 1967–1970 (Blue Album)                   | The Beatles                | 21 Monate + 1 Woche   |
| 1983 | Thriller                                 | Michael Jackson            | 56 Wochen             |
| 1984 | 4630 Bochum                              | Herbert Grönemeyer         | 53 Wochen             |
| 1993 | Happy Nation                             | Ace of Base                | 52 Wochen             |
| 1994 | Over the Hump                            | The Kelly Family           | 54 Wochen             |
| 2007 | Vom selben Stern                         | Ich + Ich                  | 54 Wochen             |
| 2010 | Große Freiheit                           | Unheilig                   | 56 Wochen             |
| 2011 | 21                                       | Adele                      | 77 Wochen             |
| 2013 | Farbenspiel                              | Helene Fischer             | 95 Wochen             |
| 2018 | Helene Fischer                           | Helene Fischer             | 54 Wochen             |

## „Dauerbrenner“ nach Künstler

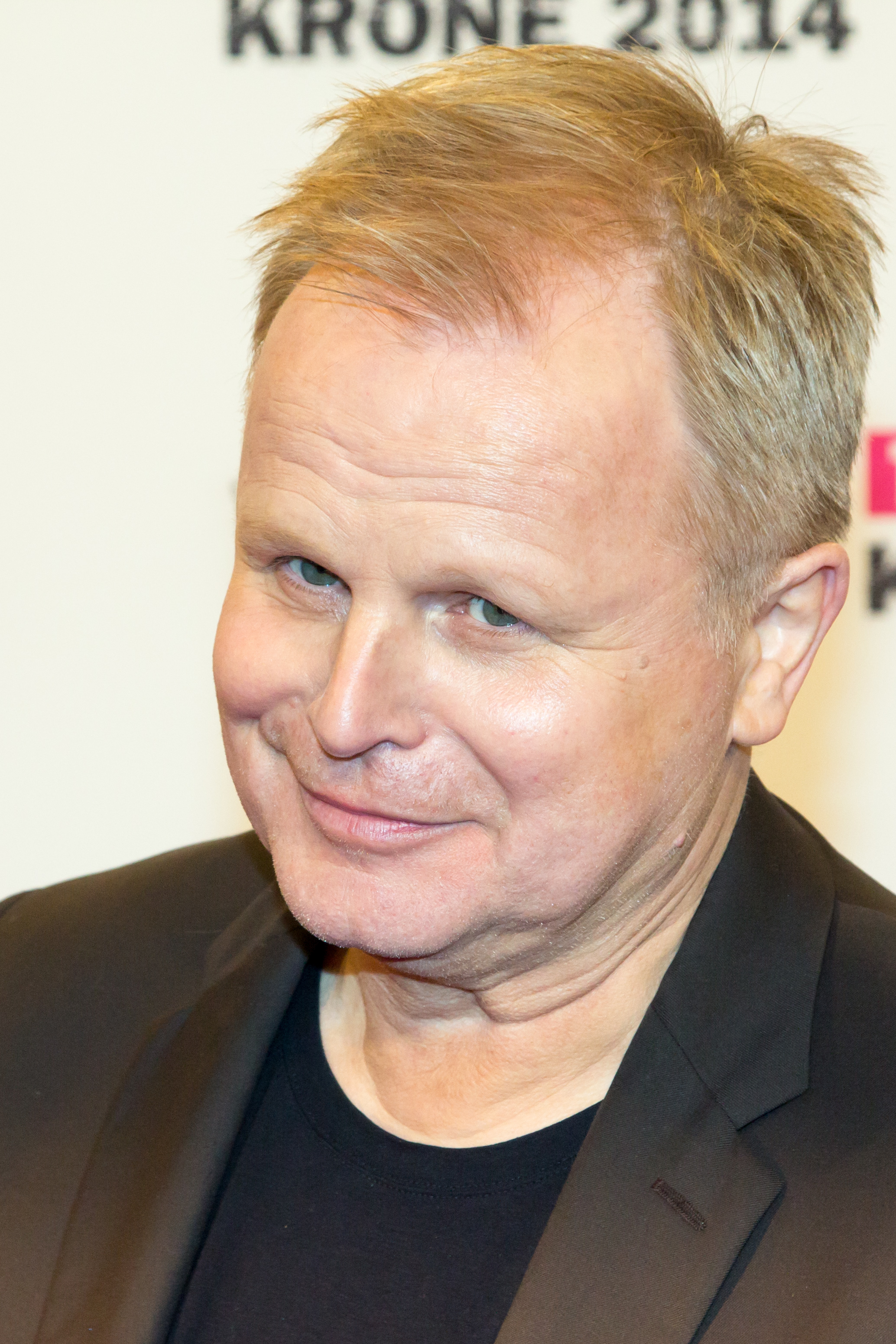
Herbert Grönemeyer (2014)

Diese Liste beinhaltet alle Künstler, in chronologischer Reihenfolge nach Wochen absteigend, welche sich über zwei Jahre (104 Wochen) in den Top 10 der deutschen Albumcharts halten konnten. Monatliche Chartausgaben gehen mit vier Wochen und halbmonatliche Chartausgaben mit zwei Wochen in die Datenerhebung ein.

### Künstler
- 601:  James Last
- 580:  The Beatles
- 404:  The Rolling Stones
- 321:  Peter Maffay
- 299:  Herbert Grönemeyer
- 281:  Peter Alexander
- 278:  Helene Fischer und    Udo Jürgens
- 261:  ABBA
- 226:  Michael Jackson
- 225:  Queen
- 224:  Deep Purple
- 216:  Esther & Abi Ofarim und  Pink Floyd
- 204:  Madonna und  Die Toten Hosen / Die Roten Rosen
- 195:  Die Ärzte und  Udo Lindenberg
- 188:  Phil Collins
- 184:  Marius Müller-Westernhagen
- 182:  The Bee Gees
- 175:  BAP / Niedeckens BAP
- 169:  Robbie Williams
- 168:  Xavier Naidoo
- 158:  Eros Ramazzotti
- 155:   Tina Turner
- 154:  Dire Straits
- 152:  Genesis
- 149:  Chris de Burgh
- 143:  AC/DC
- 141:  Bon Jovi
- 138:  Andrea Berg
- 137:  Roy Black
- 136:  Depeche Mode
- 133:  Pur
- 132:  Santiano,  Simply Red und  Bruce Springsteen
- 130:  Otto
- 129:  Sarah Connor
- 128:  Unheilig
- 122:  The Alan Parsons Project
- 118:  Rammstein und  Heintje / Hein Simons
- 115:  Freddy Quinn
- 112:  Les Humphries Singers und  Jürgen von Manger
- 111:  Adele,  Céline Dion und  Pink
- 110:  Joe Cocker
- 109:   The Kelly Family
- 108:  Eminem
- 106:  U2

### Sampler-/Soundtrackreihen
- 232:  Soundtrack: My Fair Lady
- 144:  Soundtrack: West Side Story 1
- 136:  Sampler: Starparade

## Alben mit den meisten Jahren zwischen der ersten und letzten Top-10-Notierung

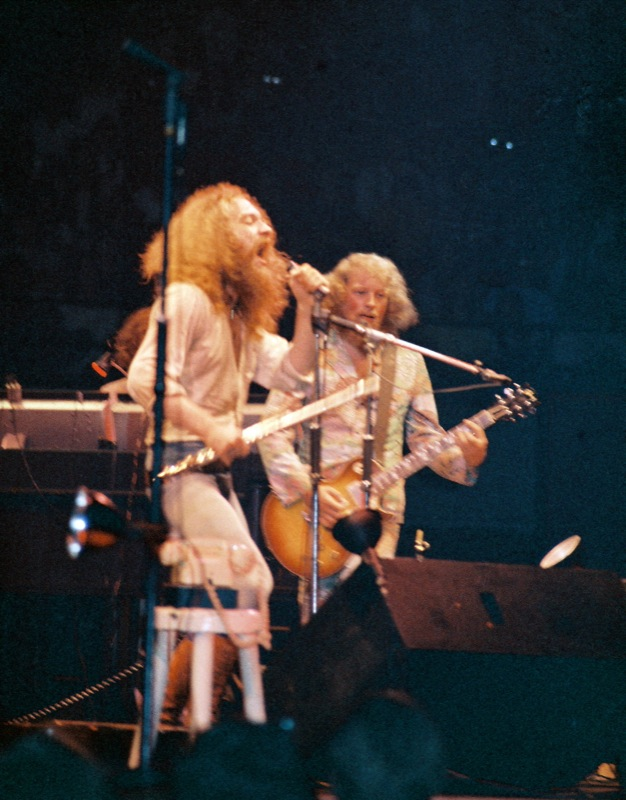
Jethro Tull (1973)

- 56 Jahre und 63 Tage:  The Beatles – Revolver (15. September 1966 – 17. November 2022)
- 51 Jahre und 362 Tage:  Deep Purple – Machine Head (15. April 1972 – 11. April 2024)
- 51 Jahre und 156 Tage:  Jethro Tull – Benefit (15. Juni 1970 – 18. November 2021)
- 51 Jahre und 135 Tage:  The Beatles – Let It Be (15. Juni 1970 – 28. Oktober 2021)
- 51 Jahre und 17 Tage:  Pink Floyd – The Dark Side of the Moon (15. April 1973 – 2. Mai 2024)
- 50 Jahre und 192 Tage:  The Beatles – 1962–1966 (15. Mai 1973 – 23. November 2023)
- 50 Jahre und 161 Tage:  The Beatles – 1967–1970 (15. Juni 1973 – 23. November 2023)
- 50 Jahre und 157 Tage:  George Harrison – All Things Must Pass (15. März 1971 – 19. August 2021)
- 50 Jahre und 9 Tage:  The Beatles – Abbey Road (15. Oktober 1969 – 24. Oktober 2019)
- 49 Jahre und 356 Tage:  The Beatles – The Beatles (White Album) (15. Dezember 1968 – 6. Dezember 2018)
- 49 Jahre und 335 Tage:  The Beatles – Sgt. Pepper’s Lonely Hearts Club Band (15. Juli 1967 – 15. Juni 2017)
- 46 Jahre und 338 Tage:  The Rolling Stones – Goats Head Soup (15. Oktober 1973 – 17. September 2020)
- 46 Jahre und 307 Tage:  John Lennon – Imagine (15. Dezember 1971 – 18. Oktober 2018)
- 46 Jahre und 112 Tage:  Fleetwood Mac – Rumours (1. Juni 1977 – 21. September 2023)
- 45 Jahre und 233 Tage:  Pink Floyd – Animals (1. März 1977 – 20. Oktober 2022)
- 44 Jahre und 3 Tage:  The Rolling Stones – Sticky Fingers (15. Juni 1971 – 18. Juni 2015)
- 43 Jahre und 363 Tage:  AC/DC – Highway to Hell (31. März 1980 – 28. März 2024)
- 43 Jahre und 223 Tage:  AC/DC – Back in Black (18. August 1980 – 28. März 2024)
- 42 Jahre und 243 Tage:  Led Zeppelin – Led Zeppelin IV (15. März 1972 – 13. November 2014)
- 41 Jahre und 330 Tage:  Boney M. – The Magic of Boney M. (5. Mai 1980 – 31. März 2022)
- 41 Jahre und 281 Tage:  Nena (Band) – Nena (7. Februar 1983 – 14. November 2024)
- 41 Jahre und 110 Tage:  Deep Purple – Made in Japan (15. Februar 1973 – 5. Juni 2014)
- 41 Jahre und 35 Tage:  The Police – Synchronicity (4. Juli 1983 – 8. August 2024)
- 40 Jahre und 30 Tage:  The Rolling Stones – Tattoo You (5. Oktober 1981 – 4. November 2021)
- 40 Jahre und 16 Tage:  Herbert Grönemeyer – 4630 Bochum (11. Juni 1984 – 27. Juni 2024)

## Künstler mit den meisten Jahren zwischen der ersten und letzten Top-10-Notierung

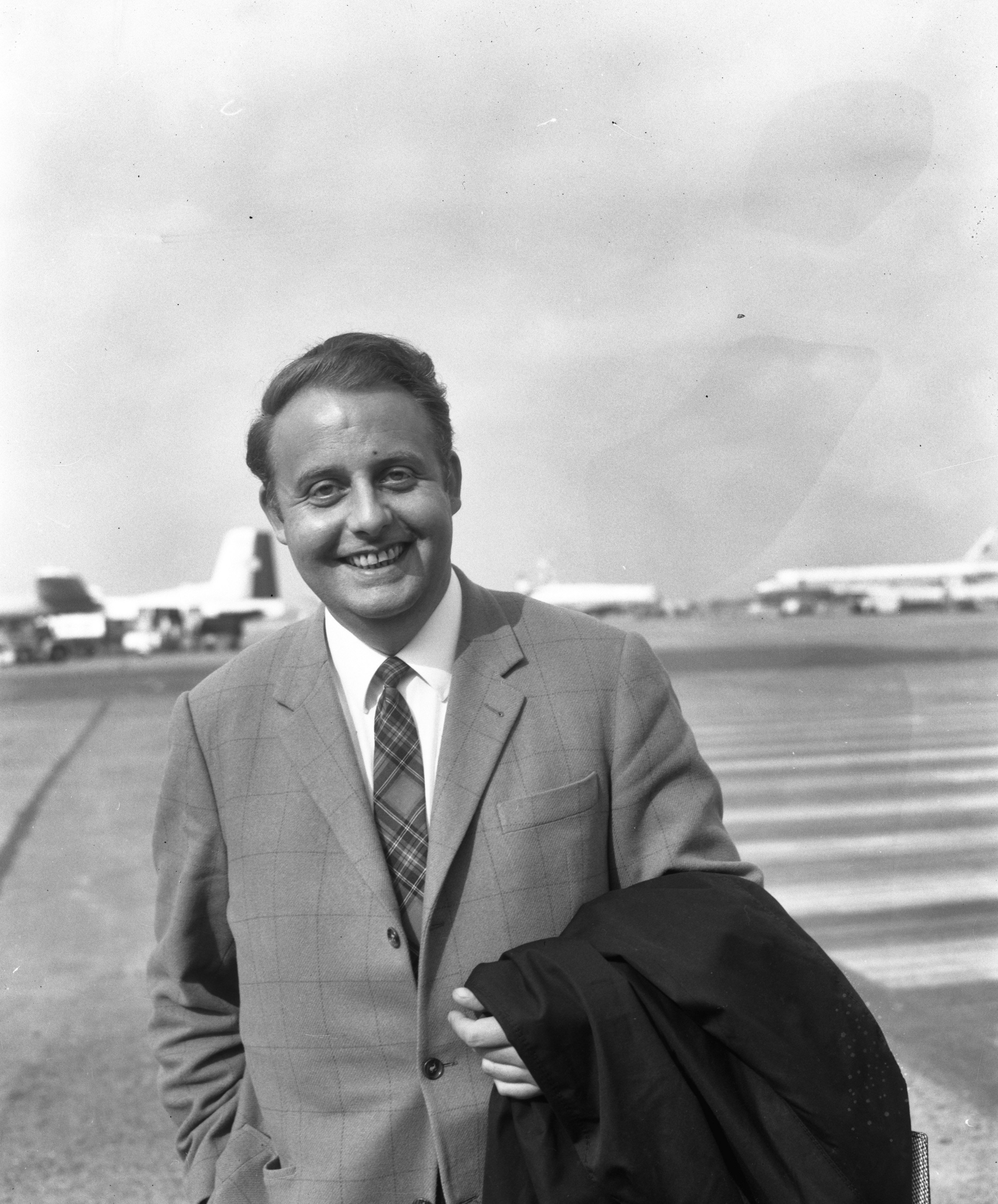
Ronny (1965)

- 60 Jahre und 65 Tage:  The Rolling Stones – The Rolling Stones (15. Oktober 1964) → Welcome to Shepherd’s Bush (19. Dezember 2024)
- 59 Jahre und 222 Tage:  The Beatles – Please Please Me (15. April 1964) → 1967–1970 (23. November 2023)
- 59 Jahre und 94 Tage:   Udo Jürgens – Portrait in Musik (15. Juli 1965) → Udo 90 (17. Oktober 2024)
- 54 Jahre und 111 Tage:  Jethro Tull – Stand Up (15. März 1970) → Bursting Out (4. Juli 2024)
- 54 Jahre und 38 Tage:  Deep Purple – Deep Purple in Rock (15. Juli 1970) → =1 (22. August 2024)
- 53 Jahre und 272 Tage:  Black Sabbath – Black Sabbath (15. September 1970) → Anno Domini 1989–1995 (13. Juni 2024)
- 53 Jahre und 236 Tage:  Ronny – Die großen Erfolge (15. August 1967) → Das Beste zum 90. Geburtstag – Die große Jubiläumsedition (8. April 2021)
- 53 Jahre und 169 Tage:  Pink Floyd – Atom Heart Mother (15. November 1970) → The Dark Side of the Moon (2. Mai 2024)
- 53 Jahre und 112 Tage:  Reinhard Mey – Live (15. August 1971) → In Aschaffenburg – Die wiedergefundene Tournee 1992 (5. Dezember 2024)
- 52 Jahre und 223 Tage:  John Lennon – Imagine (15. Dezember 1971) → Mind Games (25. Juli 2024)
- 51 Jahre und 101 Tage:  Neil Young – Harvest (15. Mai 1972) → Chrome Dreams (24. August 2023)
- 51 Jahre und 96 Tage:  Heintje / Hein Simons – Heintje (15. Juni 1968) → Lebenslieder (19. September 2019)
- 51 Jahre und 36 Tage:  Tony Marshall – Schöne Maid (15. Februar 1972) → Das Beste – Gedenk-Edition (23. März 2023)
- 50 Jahre und 327 Tage:  Alice Cooper – School’s Out (15. Oktober 1972) → Road (7. September 2023)
- 50 Jahre und 317 Tage:   Carlos Santana & Band – Abraxas (15. Dezember 1970) → Blessings and Miracles (28. Oktober 2021)
- 50 Jahre und 209 Tage:  Uriah Heep – Demons and Wizards (15. Juli 1972) → Chaos & Colour (9. Februar 2023)
- 50 Jahre und 157 Tage:  George Harrison – All Things Must Pass (15. März 1971) → All Things Must Pass (19. August 2021)
- 50 Jahre und 115 Tage:  ABBA – Waterloo (15. Juli 1974) → The Singles – The First 50 Years (7. November 2024)
- 49 Jahre und 126 Tage:  The Who – Live at Leeds (15. August 1970) → Who (19. Dezember 2019)
- 48 Jahre und 320 Tage:  Udo Lindenberg – Ball Pompös (15. Oktober 1974) → 50 Jahre Panikorchester live (31. August 2023)
- 48 Jahre und 237 Tage:  Queen – A Night at the Opera (15. März 1976) → Queen (7. November 2024)
- 47 Jahre und 284 Tage:  Peter Maffay – Und es war Sommer (15. Januar 1977) → We Love Rock’n’Roll (Leipzig-Live-2024) (25. Oktober 2024)
- 47 Jahre und 147 Tage:  Wings – Wings over America (1. Februar 1977) → One Hand Clapping (27. Juni 2024)
- 47 Jahre und 127 Tage:  Jimi Hendrix – Live: Birth of Success (15. November 1970) → Both Sides of the Sky (22. März 2018)
- 46 Jahre und 266 Tage:  Kraftwerk – Autobahn (15. Juli 1975) → Remixes (7. April 2022)
- 46 Jahre und 227 Tage:  Led Zeppelin – Led Zeppelin II (15. Februar 1970) → The Complete BBC Sessions (29. September 2016)
- 46 Jahre und 179 Tage:  Cat Stevens / Yusuf Islam – Greatest Hits (1. Januar 1977) → King of a Land (29. Juni 2023)
- 46 Jahre und 112 Tage:  Fleetwood Mac – Rumours (1. Juni 1977) → Rumours (21. September 2023)
- 45 Jahre und 292 Tage:  The Bee Gees – Bee Gees’ 1st (15. September 1967) → Mythology (4. Juli 2013)
- 45 Jahre und 170 Tage:  Frank Zappa – Sheik Yerbouti (9. April 1979) → Apostrophe (26. September 2024)
- 45 Jahre und 142 Tage:  Art Garfunkel – Fate for Breakfast (2. Juli 1979) → Father & Son (21. November 2024)
- 45 Jahre und 136 Tage:  Boney M. – Take The Heat Off Me (15. November 1976) → The Magic of Boney M. (31. März 2022)
- 45 Jahre und 10 Tage:  Rod Stewart – Blondes Have More Fun (26. Februar 1979) → Swing Fever (7. März 2024)

## Künstler, die mehrfach in die Top 10 einstiegen

### Künstler mit zwei simultanen Einstiegen in den Top 10
| Datum      | Interpret              | Album #1                                                               | Album #2                                                |
| ---------- | ---------------------- | ---------------------------------------------------------------------- | ------------------------------------------------------- |
| 30.09.1991 | Guns n’ Roses          | Use Your Illusion I (#2 – Neu)                                         | Use Your Illusion II (#4 – Neu)                         |
| 12.03.2010 | Fettes Brot            | Fettes (#4 – Neu)                                                      | Brot (#6 – Neu)                                         |
| 11.04.2014 | Frei.Wild              | Live in Frankfurt: Unfassbar, unvergleichbar, unvergesslich (#2 – Neu) | Auf stiller Fahrt (#5 – Neu)                            |
| 22.03.2019 | Roland Kaiser          | Alles oder Dich (#2 – Neu)                                             | Alles Kaiser – Das Beste am Leben (#6 – Neu)            |
| 21.02.2020 | Prinz Pi / Prinz Porno | Wahre Legenden (#3 – Neu; als Prinz Pi)                                | Mit Abstand (#6 – Neu; als Prinz Porno)                 |
| 16.07.2021 | Roland Kaiser          | Alles Kaiser 2 – Stark wie nie (#4 – Neu)                              | Alles Kaiser – Das Beste am Leben (#6 – Wiedereinstieg) |
| 20.08.2021 | Deep Purple            | Live in Wollongong 2001 (#8 – Neu)                                     | Live in London 2002 (#9 – Neu)                          |
| 10.01.2025 | Finch                  | Dorfdisko zwei (#6 – Wiedereinstieg)                                   | Dorfdisko (#8 – Wiedereinstieg)                         |
| 04.07.2025 | Bruce Springsteen      | Tracks II: The Lost Albums (#1 – Neu)                                  | Lost and Found (#5 – Neu)                               |

### Künstler mit drei simultanen Einstiegen in den Top 10
| Datum      | Interpret   | Album #1                        | Album #2                                  | Album #3                        |
| ---------- | ----------- | ------------------------------- | ----------------------------------------- | ------------------------------- |
| 17.11.2023 | The Beatles | 1967–1970 (#5 – Wiedereinstieg) | 1962–1966/1967–1970 (#6 – Wiedereinstieg) | 1962–1966 (#7 – Wiedereinstieg) |

### Künstler mit vier simultanen Einstiegen in den Top 10
| Datum      | Interpret       | Album #1                          | Album #2                       | Album #3                          | Album #4                  |
| ---------- | --------------- | --------------------------------- | ------------------------------ | --------------------------------- | ------------------------- |
| 10.07.2009 | Michael Jackson | King of Pop (#1 – Wiedereinstieg) | Thriller (#2 – Wiedereinstieg) | Number Ones (#7 – Wiedereinstieg) | Bad (#9 – Wiedereinstieg) |

## Besonderheiten

### Künstler mit den meisten Top-10-Erfolgen in einer Chartwoche
Mit Ausnahme von zwei Positionen belegte Michael Jackson alle Plätze der deutschen Top 10 vom 17. Juli 2009.
1. King of Pop
2. Number Ones
3. Thriller
4. HIStory – Past, Present and Future Book I
5. Dangerous
6. Bad
8. Live in Bucharest: The Dangerous Tour (DVD)
9. The Collection

### Die meisten deutschsprachigen Alben in den Top 10 in einer Chartwoche
In der Chartwoche vom 22. Juni 2015 platzierten sich erstmals nur deutschsprachige Alben innerhalb der Top 10 der deutschen Albumcharts. Des Weiteren stammten neun dieser zehn Alben von deutschen Musikern, lediglich Christina Stürmer stammt aus Österreich.
1. KC Rebell – Fata Morgana
2. Various Artists – Sing meinen Song – Das Tauschkonzert Vol. 2
3. Marsimoto – Ring der Nebelungen
4. Sarah Connor – Muttersprache
5. LX & Maxwell – Obststand
6. Gregor Meyle – Meylensteine
7. Santiano – Von Liebe, Tod und Freiheit
8. Celo & Abdi – Bonchance
9. Christina Stürmer – Gestern. Heute.
10. Pur – Hits PUR – 20 Jahre eine Band

### Die meisten deutschen Künstler in den Top 10 in einer Chartwoche
Mit Ausnahme von Anna Netrebko, Gianandrea Noseda & Orchestra del Teatro Regio di Torino auf Position sechs, wurden alle restlichen Positionen innerhalb der Top 10 von deutschen Künstlern belegt. Dadurch, dass Verdi von der Deutschen Grammophon veröffentlicht wurde, wurden alle Alben innerhalb der Top 10 vom 23. August 2013 von deutschen Musiklabels veröffentlicht.
1. Helge Schneider – Sommer, Sonne, Kaktus!
2. Santiano – Mit den Gezeiten
3. Mono Inc. – Nimmermehr
4. Xavier Naidoo – Bei meiner Seele
5. Alligatoah – Triebwerke
6. Anna Netrebko, Gianandrea Noseda & Orchestra del Teatro Regio di Torino – Verdi
7. Santiano – Bis ans Ende der Welt
8. Helene Fischer – Best Of
9. Cro – Raop
10. Sportfreunde Stiller – New York, Rio, Rosenheim

In der Chartwoche vom 26. Juni 2015 platzierten sich auf den ersten 16 Plätzen ausschließlich Alben mit deutscher Beteiligung. Mit Ausnahme des Albums Skills in Pills handelt es sich bei allen Alben um deutschsprachige Alben.
1. Lindemann – Skills in Pills
2. Various Artists – Sing meinen Song – Das Tauschkonzert Vol. 2
3. MoTrip – Mama
4. Kay One – J.G.U.D.Z.S. – Jung genug um drauf zu scheissen
5. Sarah Connor – Muttersprache
6. Wirtz – Auf die Plätze, fertig, los
7. Santiano – Von Liebe, Tod und Freiheit
8. Gregor Meyle – Meylensteine
9. KC Rebell – Fata Morgana
10. Unheilig – Gipfelstürmer
11. Söhne Mannheims – Evoluzion – Best of
12. Andreas Bourani – Hey
13. Helene Fischer – Farbenspiel
14. Konstantin Wecker – Ohne Warum
15. Pur – Hits PUR – 20 Jahre eine Band

In der Chartwoche vom 3. Juli 2015 platzierten sich auf den ersten zwölf Plätzen ausschließlich Alben mit deutscher Beteiligung. Mit Ausnahme des Albums Skills in Pills handelt es sich bei allen Alben um deutschsprachige Alben.
1. Die Amigos – Santiago Blue
2. Various Artists – Sing meinen Song – Das Tauschkonzert Vol. 2
3. Sarah Connor – Muttersprache
4. Santiano – Von Liebe, Tod und Freiheit
5. Lindemann – Skills in Pills
6. Gregor Meyle – Meylensteine
7. Söhne Mannheims – Evoluzion – Best Of
8. Wirtz – Auf die Plätze, fertig, los
9. KC Rebell – Fata Morgana
10. MoTrip – Mama
11. Helene Fischer – Farbenspiel
12. Andreas Bourani – Hey

In der Chartwoche vom 10. Juli 2015 platzierten sich auf den ersten 14 Plätzen ausschließlich Alben mit deutscher Beteiligung. Mit Ausnahme des Albums Skills in Pills handelt es sich bei allen Alben um deutschsprachige Alben.
1. Cro – MTV Unplugged: Cro
2. Various Artists – Sing meinen Song – Das Tauschkonzert Vol. 2
3. Sarah Connor – Muttersprache
4. ASD – Blockbasta
5. Santiano – Von Liebe, Tod und Freiheit
6. Die Amigos – Santiago Blue
7. Gregor Meyle – Meylensteine
8. Söhne Mannheims – Evoluzion – Best Of
9. Ruffiction – Frieden
10. Lindemann – Skills in Pills
11. Wirtz – Auf die Plätze, fertig, los
12. Andreas Bourani – Hey
13. Helene Fischer – Farbenspiel
14. KC Rebell – Fata Morgana

### Die meisten Neueinsteiger in den Top 10 in einer Chartwoche
In der Chartausgabe vom 24. Februar 2023 befanden sich in den Top 10 ausschließlich Neueinsteiger.
1. Pink – Trustfall
2. Deichkind – Neues vom Dauerzustand
3. LX – Clouds
4. Kool Savas & Takt32 – Moai
5. Die Schlagerpiloten – Das Beste
6. Angelo Kelly – Grace
7. Mehnersmoos – Sexy
8. Annett Louisan – Babyblue
9. Transatlantic – The Final Flight – Live at l’Olympia
10. Mötley Crüe – Crücial Crüe – The Studio Albums 1981–1989

In der Chartausgabe vom 13. September 2013 befanden sich auf den Plätzen 1–11 insgesamt zehn Neueinsteiger, einzig Santiano konnten sich mit ihrem Album Mit den Gezeiten im Vergleich zur Vorwoche in den Top 10 halten, mussten aber zwei Positionen abgeben.
1. Schiller – Opus
2. Thees Uhlmann – #2
3. Weekend – Am Wochenende Rapper
4. Frei.Wild – Gegen alles, gegen nichts
5. Nine Inch Nails – Hesitation Marks
6. Tarja – Colours in the Dark
7. Schandmaul – So weit – so gut
8. Santiano – Mit den Gezeiten
9. Kreator – Dying Alive
10. Babyshambles – Sequel to the Prequel
11. Patrice – The Rising of the Son

### Weitere Rekorde
- In der Chartwoche vom 19. Juni 2015 debütieren mit den Alben von KC Rebell (#1 mit Fata Morgana), Marsimoto (#3 mit Ring der Nebelungen), LX & Maxwell (#5 mit Obststand) und Celo & Abdi (#8 mit Bonchance) erstmals vier neue Rapalben innerhalb der Top 10.[1]
- In der Chartwoche vom 10. Juli 2015 waren Florence + the Machine mit How Big, How Blue, How Beautiful auf Rang 23 der erste Act, der nicht aus dem deutschsprachigen Raum kam.